# Senneville
Senneville è un villaggio del Canada, situato nella provincia del Québec, nella regione di Montréal.